# Alicia Arévalo (periodista)
Alicia Arévalo González (Barcelona, 1998) es una periodista española de RTVE especializada en información deportiva. Es la primera mujer en hacer una retransmisión de un partido de fútbol en la televisión pública española narrado solo por mujeres y en narrar un partido mundial de fútbol masculino en diciembre de 2022.

## Biografía
Arévalo vivió en Hospitalet de Llobregat hasta los cinco años en los que se trasladó a San Andrés de la Barca. Apasionada por el deporte juega al fútbol desde los 8 años. De los 8 a los 12 años jugó en el equipo de fútbol Sant Andreu de la Barca Agrupació y continuó su carrera deportiva en el Levante Las Planas y en la UE Cornellà. En 2022 forma parte de las filas del primer equipo femenino del CD Fontsanta-Fatjó.
Estudió periodismo en la Universidad Autónoma de Barcelona (2016-2020). Inició su carrera profesional en la radio local del municipio de San Andrés de la Barca,  en 2019, colaborando en el programa Vía Directa. Colaboró después con la Revista Panenka durante el Mundial de Francia 2019.
Empezó en RTVE en marzo de 2021 con un contrato de prácticas en la redacción, edición y locución de contenidos para el Telediario y L'Informatiu y narrando partidos de fútbol en Teledeporte.
En RTVE empezó con las retransmisiones con la Copa de la Reina, Eurocopa y narrando partidos de categoría masculina en la Copa del Rey. Su primera retransmisión de Arévalo fue en Teledeporte para contar los cuartos de final de la Copa de la Reina entre el Granadilla y el Sevilla. En marzo de 2022 hizo historia en RTVE con la primera retransmisión de un partido de fútbol narrado solo por mujeres, compartiendo narración con Patricia Campos. Poco después, en diciembre de 2022 hizo historia al convertirse en la primera mujer en narrar un partido de un Mundial Masculino en España, el partido del Mundial de Catar con la retransmisión del partido Croacia-Bélgica.
En julio y agosto de 2023 se encargó de la retransmisión y comentarios del Mundial Femenino de Fútbol para RTVE que se celebró en Australia y Nueva Zelanda y que ganó la selección española. 25 partidos incluida la final entre España e Inglaterra. Su experiencia como futbolista, explica «le permite hacer una valoración con más criterio».